# Cayo Rama
Cayo Rama o Rama Cay (Rama Ki n-Lakun en idioma rama) és una illa o cayo en la llacuna o badia de Bluefields en la costa oriental (atlàntica o caribenya) de Nicaragua, que té unes 22 hectàrees de superfície (0,22 km²) i és administrada com a part de la Regió Autònoma de l'Atlàntic Sud. En aquesta illa viuen la majoria dels aborígens rames.
Durant el segle xvii o XVIII, el més poderós dels miskitos va atorgar l'illa al poble rama, en reconeixement de la seva assistència en la lluita dels indígenes terraba.
Quan una missió Morava es va establir a l'illa en 1857, els rames van començar el que seria un canvi general a la utilització d'una llengua criolla basada en l'anglès en lloc del seu ancestral idioma rama.
Després de la reincorporació la Mosquítia a Nicaragua es va introduir l'ensenyament del castellà. L'illa, que consisteix en pràcticament dos petits cayos, connectades per un pont, té una població de prop de 900 persones. L'illa té una escola primària i secundària, així com una església morava. La velocitat de viatge amb vaixell a la ciutat més propera, Bluefields, dura uns 20 minuts.